# William Flinders Petrie
Sir William Matthew Flinders Petrie (3. června 1853 v Charltonu u Londýna – 28. července 1942 v Jeruzalémě) byl významný anglický archeolog a egyptolog. Byl jedním ze zakladatelů propracované archeologické metodologie, známý svým systematickým a pečlivým přístupem k vykopávkám a jejich dokumentování. Pracoval na více než šedesáti lokalitách v Egyptě a Palestině. K jeho nejdůležitějším nálezům patří Merenptahova stéla.

## Rané dětství
William Flinders Petrie byl synem zeměměřiče, chemika a inženýra Williama Petrie. Jeho dědečkem z matčiny strany byl průzkumník australského kontinentu Matthew Flinders. Nikdy nenavštěvoval školu, ale získal vzdělání od domácích učitelů a především svého otce, který v něm vzbudil zájem o archeologii. Otec patřil mezi velké obdivovatele edinburského astronoma Charlese Piazzi Smytha a jeho teorií, které publikoval v roce 1864 na základě měření egyptských pyramid v Gíze. Pod otcovým vlivem se začal velmi brzy projevovat Petrieho zájem o egyptologii. Své první praktické zkušenosti však získal na britských prehistorických památkách. Od roku 1874 se věnoval zkoumání a měření keltských staveb, podrobně zdokumentoval lokalitu Stonehenghe. Zeměměřičství patřilo mezi jeho záliby a své poznatky publikoval ve spise Inductive Metrology (1877).

## Práce v Egyptě
V roce 1880 přijel do Egypta a měřil rozměry pyramid v Gíze. Po devíti měsících dospěl k závěrům vyvracejícím teorie, kterým věřil i jeho otec a které šířil Charles Piazzi Smyth, že v jejích rozměrech jsou ukryta různá tajemství, jako Ludolfovo číslo nebo světové události od vzniku světa. Jeho práce, kterou publikoval po svém návratu do Anglie, vzbudila zájem instituce Egypt Exploration Found, která Petriemu poskytla materiální zabezpečení pro další výzkumy v Egyptě.
V dalších letech rozšířil Flinders Petrie své práce po celém Egyptě a poznal přitom další egyptology. V Egyptě pracoval s přestávkami až do roku 1926. Když ho Egypt Exploration Found přestal podporovat, dlouho vedl vykopávky ve vlastní režii a s pomocí přátel. Založil vlastní organizaci, která podpořila zřízení pobočky Britské školy archeologie v Káhiře.
Petrie zkoumal pohřebiště v okolí Nilu a na Sinajském poloostrově. V roce 1892 objevil palác faraona Achnatona v El Amarně. Na vykopávkách zde s ním pracoval mladý Howard Carter, který ho později často ve svých publikacích uváděl jako školitele. Vykopal chrám se sfingou z doby Ramesse II. u Nebeshehu, zkoumal Memnonovy kolosy, hrobku krále Amenemheta a jeho ženy v Dáhšúru, nalezl Merenptahovu stélu ve Vesetu a učinil mnoho dalších objevů (Fajjúmské mumiové portréty, poklad princezny Sithator v Láhúnu, Káhúnské papyry, amarnské dopisy).

## Význam práce
Petrie se nikdy nenaučil egyptsky, patří přesto k průkopníkům moderní egyptologie, archeologie a paleontologie. Byl první, kdo kopal systematicky a každé malé nalezené části věnoval pozornost. Vyvinul srovnávací datování podle dekorace a tvaru keramiky, která umožnila relativně datovat kulturu Nakády.
Keramiku navrhl rozdělit podle tvaru a výzdoby do 80 po sobě následujících stupňů. Měla se vyvíjet od nejstarších kulovitých nádob s ostře formovanými funkčními uchy, z nichž se postupně vyvinuly nádoby se zvlněnými držadly, k nádobám válcovitého tvaru s pouze dekorativními držadly. Kulovité nádoby zařadil do stupně 30 a nádoby válcovitého tvaru patřilo do stupně 80. Předpokládal tak, že nejstarší keramice, která byla do té doby nalezena, předcházela keramika jiná. Do stupňů 1 až 30 byla později zařazena keramika Badárské kultury.
Petrie rozpoznal význam rentgenových paprsků pro archeologii a již v roce 1898 zhotovil rentgenové snímky jedné mumie.
Za svého života měl Petrie pověst excentrika, protože za každý nález dával svým kopáčům prémii. Nebylo to obvyklé, ale Petrie se tak snažil zabránit nezákonnému obchodu s uměleckými předměty.1877
Byl dlouhodobým stoupencem eugenického hnutí a jeho zásady podpořil historickými a archeologickými podklady. Nálezy kosterních pozůstatků a jejich měření sloužily na podporu konceptu rasové hierarchie a typizaci ras. Míšení ras, které pokládal za vyspělé, považoval za přínos pro pozitivní vývoj civilizace,

## Vykopávky
- 1881–1882: Gíza a Abou Rawash
- 1884: Tanis
- 1885: staroegyptské město Naukratis v deltě Nilu
- 1886: Nebesheh a Daphnae
- 1887: Asuán a Daschour
- 1888: Biahmou a Arsinoé
- 1888–1889: Hawara
- 1889–1890: antická nekropole Kahun a Al-Lahun v oáze Fajjúm
- 1891: Meïdoum
- 1892: El Amarna
- 1894: Coptos
- 1895: Ballas a předdynastické pohřebiště v Nakádě
- 1896: Théby a Ramesséum
- 1897: Deshasheh, Oxyrhynque, El-Kab
- 1898: Denderah
- 1898–1899: Hierakonpolis
- 1899: Diospolis Parva
- 1900–1901: Abydos
- 1901: Beit Khallaf a Mahasneh
- 1902–1903: Abydos
- 1904: Ehnasya a Buto
- 1904–1905: Sakkára
- 1905: Sérabit el-Khadem a Ouadi Maghara
- 1906: Tell el-Yaoudieh
- 1907: Gíza a Rifeh
- 1908: Athribis a Memphis
- 1909: Gíza a Gournah
- 1910: Meïdoum a Memphis
- 1911: Hawara, Memphis, Gerzeh, Mazghouna
- 1912: Tarkhan, Memphis, Héliopolis

## Konec života

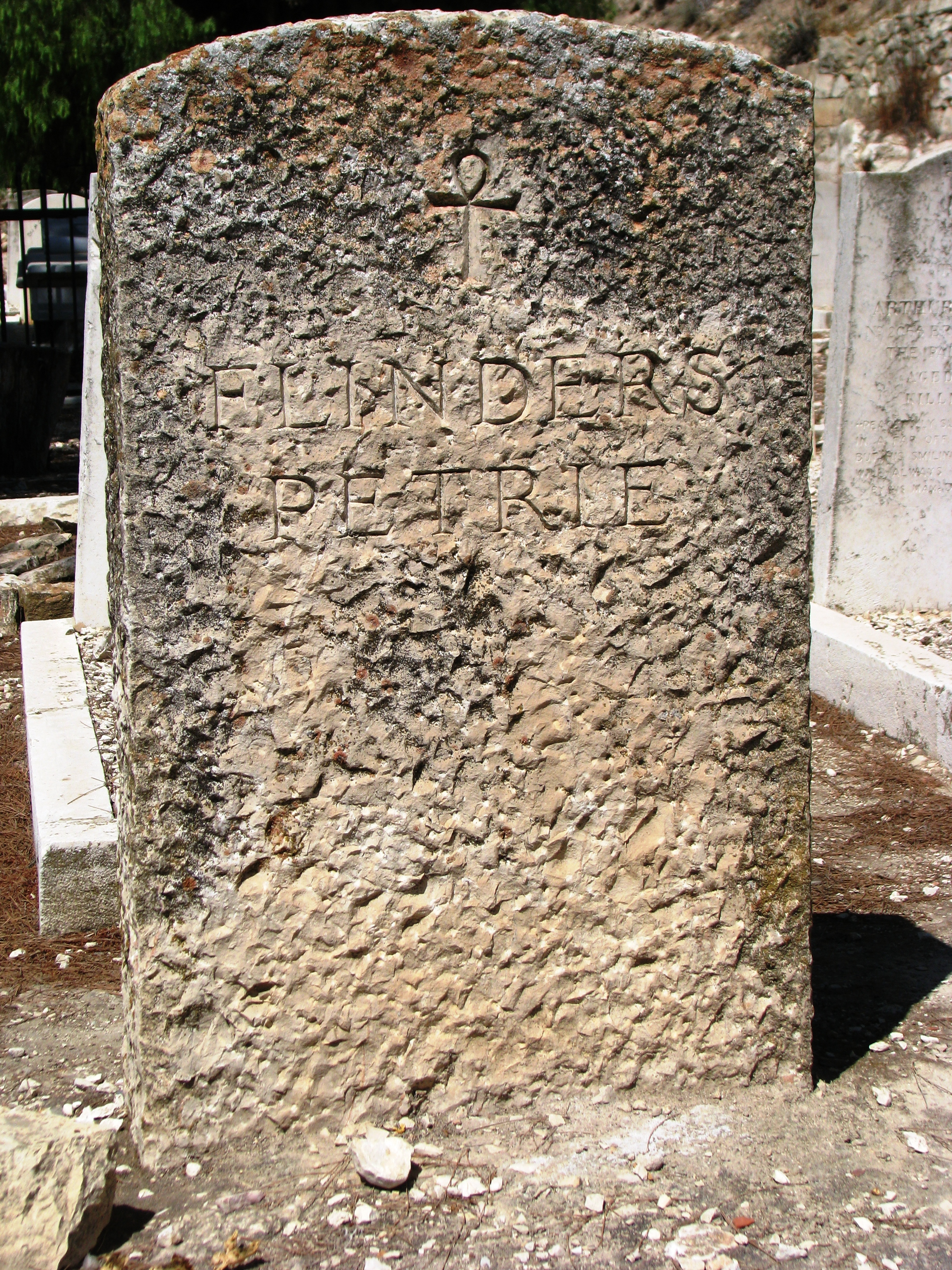
Petrieho náhrobek v Jeruzalémě

V roce 1892 se Petrie stal prvním profesorem egyptské archeologie a filologie na University College v Londýně a v roce 1913 věnoval této univerzitě rozsáhlé egyptské sbírky. Zasloužil se o ustavení egyptologie jako vědeckého oboru. Publikoval na 90 odborných knih o dějinách Egypta i archeologické práci. V roce 1904 publikoval dílo Metody a cíle v archeologii (Methods and Aims in Archaeology), ve kterém jasně definoval cíle a metodiku své profese spolu s praktičtějšími aspekty archeologie – jako jsou podrobnosti o vykopávkách, včetně použití kamer v terénu. Podle jeho přesvědčení předmětem archeologie bylo odhalování dějinných sledů událostí.
V roce 1896 se oženil s Hildou Urlinovou, která ho později provázela na jeho výpravách. Měli dceru Ann a syna Johna, který se stal známým matematikem. 
Během 1. světové války se v Londýně seznámil s budoucím československým prezidentem T.G.Masarykem, který se zajímal o historii Orientu a egyptologii. Obě rodiny se spřátelily a Hilda Petrieová ve 20. letech Československo několikrát navštívila. Byla i členkou České společnosti ve Velké Británii.
V roce 1923 byl za svůj přínos pro světovou archeologii povýšen do šlechtického stavu.  I ve vysokém věku se spolu s manželkou Hildou stále vracel do Egypta, své výzkumy rozšířil i na Sýrii a Palestinu. Poslední výpravu uskutečnil v roce 1935, kdy cestoval sedm týdnů po Sýrii v obytném autobuse se svou ženou, asistentem a šoférem. 
V roce 1933 odešel na odpočinek a závěrečnou část života strávil nedaleko Gazy. Zemřel v Jeruzalémě v roce 1942. Jeho tělo bylo pohřbeno na protestantském hřbitově na hoře Sion. Svou hlavu (a s ní i brilantní mozek s fotografickou pamětí) daroval Královské chirurgické fakultě v Londýně na zkoumání jako příklad typicky britské lebky. Ashmoleovu muzeu v Oxfordu daroval velkou část svých sbírek.

## Publikované práce
- Inductive Metrology : Or, the Recovery of Ancient Measures from the Monuments. London : Saunders, 1877
- Stonehenge. London : Edward Stanford, 1880
- Naukratis. London 1886 Digitale Vollversion
- Ten years' digging in Egypt : 1881-91. London : Religious Tract Society, 1892
- Racial portraits : 190 photographs from Egyptian monuments. – London 1887
- Two hieroglyphic papyri from Tanis. London : Trübner, 1889 (mit FL Griffith)
- A History of Egypt, from the Earliest Kings to the XVIth Dynasty. 6 Bände. London 1894. Unter Mitarbeit von Stanley Lane-Poole, Joseph Grafton Milne, Edwyn Robert Bevan, John Pentland Mahaffy.
- Tel el Amarna. London 1894
- Egyptian Tales. London 1895
- Syria and Egypt from the Tel El Amarna letters. London : Methuen & Co., 1898
- Religion and conscience in Ancient Egypt : lectures delivered at University College, London. London : Methuen & Co., 1898
- Dendereh. London 1900
- Royal tombs of the first dynasty. London 1900
- Royal tombs of the earliest dynasties. London 1901